# Karl Wilhelm Finck von Finckenstein
Karl Wilhelm Graf Finck von Finckenstein (Magdeburgo, 11 febbraio 1714 – Stoccolma, 3 gennaio 1800) è stato un diplomatico e politico prussiano.

## Biografia
Apparteneva alla nobile famiglia Finck von Finckenstein, di diramazioni prussiane e austriache, ed era il figlio del generale prussiano Albrecht-Konrad Finck von Finckenstein.
Studiò all'Università di Berlino e fu ambasciatore per Federico II in Danimarca nel 1742, in Gran Bretagna nel 1744 e poi in Svezia nel 1747, finanziando il matrimonio tra la principessa Luisa Ulrica di Prussia, sorella di Federico II, e il re Adolfo Federico. Infine fu ambasciatore in Russia nel 1751.
Fu amico personale di Friedrich-Wilhelm von Grumbkow e del re svedese Gustavo III, essendo ambasciatore in Svezia anche nel 1784.
Poi fu Primo Ministro di Prussia e del suo gabinetto fecero parte due importanti giuristi: Ewald von Hertzberg e Heinrich von Podelwils.